# Glukoza-6-fosfat dehidrogenaza (koenzim-F420)
Glukoza-6-fosfat dehidrogenaza (koenzim-F420) (EC 1.1.98.2, koenzim F420-zavisna glukoza-6-fosfatna dehidrogenaza, F420-zavisna glukoza-6-fosfatna dehidrogenaza, FGD1, Rv0407, F420-zavisna glukoza-6-fosfatna dehidrogenaza 1) je enzim sa sistematskim imenom D-glukoza-6-fosfat:F420 1-oksidoreduktaza. Ovaj enzim katalizuje sledeću hemijsku reakciju
-glukoza 6-fosfat + oksidovani koenzim F420 {\displaystyle \rightleftharpoons } 6-fosfo-D-glukono-1,5-lakton + redukovani koenzim F420
Ovaj enzim je veoma specifičan za D-glukoza 6-fosfat. Nije aktivan sa NAD+, +, flavin adenin dinukleotidom I flavin mononukleotidom.

## Literatura
- Nicholas C. Price; Lewis Stevens (1999). Fundamentals of Enzymology: The Cell and Molecular Biology of Catalytic Proteins (Third изд.). USA: Oxford University Press. ISBN 019850229X.
- Eric J. Toone (2006). Advances in Enzymology and Related Areas of Molecular Biology, Protein Evolution (Volume 75 изд.). Wiley-Interscience. ISBN 0471205036.
- Branden C; Tooze J. Introduction to Protein Structure. New York, NY: Garland Publishing. ISBN 0-8153-2305-0.
- Irwin H. Segel. Enzyme Kinetics: Behavior and Analysis of Rapid Equilibrium and Steady-State Enzyme Systems (Book 44 изд.). Wiley Classics Library. ISBN 0471303097.

## Spoljašnje veze
- Glucose-6-phosphate+dehydrogenase+(coenzyme-F420) на 